# Майдан (Янівський повіт)
Майдан (пол. Majdan) — село в Польщі, у гміні Модлібожиці Янівського повіту Люблінського воєводства.
Населення — 143 особи (2011).
У 1975-1998 роках село належало до Тарнобжезького воєводства.

## Демографія
Демографічна структура станом на 31 березня 2011 року:
|          | Загалом | Допрацездатний вік | Працездатний вік | Постпрацездатний вік |
| -------- | ------- | ------------------ | ---------------- | -------------------- |
| Чоловіки | 68      | 15                 | 47               | 6                    |
| Жінки    | 75      | 22                 | 36               | 17                   |
| Разом    | 143     | 37                 | 83               | 23                   |